# Решетников, Юрий Евгеньевич
Юрий Евгеньевич Решетников (1936—2019) — генеральный директор Пермского моторного завода, лауреат Государственной премии СССР (1982) и премии Правительства РФ (2004).

## Биография
Родился 26 октября 1936 года в г. Нижний Тагил Свердловской области.
Окончил Казанский авиационный институт (1960) и Академию народного хозяйства (1968).

### Трудовая деятельность
- 1960—1981 в Моторостроительном конструкторском бюро (ОКБ-19, МКБ, Пермь): инженер-конструктор, начальник бригады компрессоров (1966), заместитель главного конструктора по производству (1968), главный инженер; с 1978 года — заместитель главного конструктора, начальник МКБ.
- 1981—1989 главный инженер 13-го главка, член коллегии — начальник 13-го научно-технического центра Министерства авиационной промышленности СССР (Москва).
- 1989—1990 генеральный конструктор МКБ (Пермь).
- в 1990—1995 генеральный директор — генеральный конструктор ОАО «Авиадвигатель» (Пермь), после конфликта с тогдашним собственником Пермских моторов ушел в бизнес.
- 1995—1996 ведущий эксперт АО "ИФК «Динамика» (Москва).
- 1997—2001 генеральный директор ОАО «Авиадвигатель» (Пермь).
- 1998—2003 генеральный директор ОАО «Пермский моторный завод» (ПМЗ).
- с 2003 года — советник президента ФПГ «Гута», советник председателя РАО «ЕЭС России», председатель совета директоров ОАО «ПМЗ», председатель совета директоров ОАО «Пермские моторы», член совета директоров УК ПМК.

Один из разработчиков компрессора низкого давления двигателя Д-30 для самолета Ту-134, послужившего основой для компрессоров двигателей Д-30КУ, Д-30КП, Д-30КУ154, Д-30Ф6, ПС-30В12.
Под его руководством разработана и внедрена в производство ГТУ 2,5 для передвижной электростанции ПАЭС-2500М, освоено производство двигателей ПС-90ГП-1 и ПС-90ГП2.
Умер 22 апреля 2019 года в Москве.
Автор мемуаров:
- Как это было : книга воспоминаний / Юрий Решетников. - Пермь : Компаньон, 2009. - 263 с. : фот.; 22 см.; ISBN 978-5-902372-10-3

## Звания и награды
Почётный авиастроитель РФ (2003), почётный машиностроитель РФ (2003), почётный работник газовой промышленности РФ (2001). Лауреат Государственной премии СССР (1982), премии Правительства РФ за 2003 год — за разработку и внедрение новых методов и технических средств для обеспечения оптимального функционирования и развития сложных энергосистем. Награжден орденами Трудового Красного Знамени (1988), «Знак Почёта» (1971), Почёта (2003).

## Семья
Жена Вера Александровна. Дети Денис и Юлия.